# Mapa preferencji

Rys. 1 Mapa preferencji

Mapa preferencji (z ang. preference map) albo mapa obojętności (z ang. indifference map) – zbiór nieskończonej liczby krzywych obojętności, które dostarczają konsumentowi pewnej ilości satysfakcji (użyteczności całkowitej). Przesuwając się w prawą stronę, napotykamy krzywe o coraz większej użyteczności krańcowej (stąd też krzywe te nie mogą się przecinać). Wybór krzywej jest uzależniony od posiadanych funduszy, stąd krzywe bliższe początkowi układu współrzędnego są łatwiej dostępne dla konsumenta.